# أودال (ميزوري)
أودال (بالإنجليزية: Udall)‏ هي إحدى [[منطقة فردية|المجتمعات الفردية ]] (غير مصنفة) في ولاية ميزوري في الولايات المتحدة الأمريكية.